# S-Video

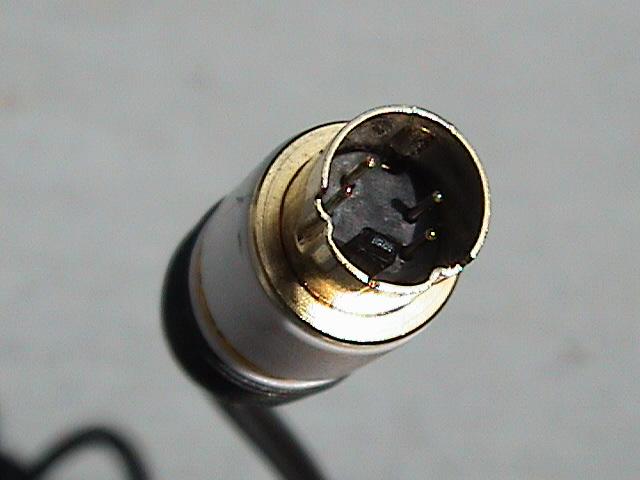
S-Video

1: Aarde (Y)
2: Aarde (C)
3: Helderheid (luminantie) en synchronisatie-informatie (zwart-wit)
4: Kleurinformatie (chrominantie)

Separate video of S-Video is een norm om videosignalen te transporteren, waarbij de kwaliteit ten opzichte van de normale video-verbinding is verbeterd. Deze norm is in 1987 geïntroduceerd in Japan.

## Beeld
Separate video bereikt de betere kwaliteit door de kleurinformatie (chrominantie) over een aparte geleider te versturen (separate = gescheiden). Daarom wordt er van een vierpolige Mini-DIN-plug gebruikgemaakt. Het videosignaal met de helderheids- (luminantie) en synchronisatie-informatie (zwart-witbeeld dus) wordt over een tweede geleider verstuurd. Beide signalen worden afgesloten met 75 ohm en hebben een aparte massa-aansluiting. Ook de beide coaxiale verbindingen in de gebruikte kabel dienen een impedantie van 75 ohm te hebben.
In de scart-plug wordt in dit geval pin 13 (rood, van de R-, G- en B-signalen) opgeofferd om het chrominantiesignaal te kunnen herbergen.

## Geluid
Omdat S-Video geen geluid bevat, dient er van de computer nog een aparte kabel aangesloten te worden op de televisie. Hiervoor kan meestal een verloopstekker van mini-jack naar rode en witte tulpstekker worden gebruikt.

## Huidig gebruik
Anno 2024 is de S-Video-standaard in onbruik geraakt. Daar waar het in het verleden vaak gebruikt werd om pc's aan te sluiten op een televisie, is de aansluiting tegenwoordig op bijna alle nieuwe apparaten afwezig. De standaard is hoofdzakelijk vervangen door de nieuwe standaard voor digitale hoge definitie beeldoverdracht HDMI.

## Technische specificatie
- Videosignaal: NTSC, PAL en SECAM-video
- Type aansluiting: Mini-DIN connector
- Diameter van aansluiting: 9,5 mm
- Aantal pinnen: 4 of 7
- Impedantie: 75 Ω